# Reuville
Reuville is een gemeente in het Franse departement Seine-Maritime (regio Normandië) en telt 128 inwoners (2005). De plaats maakt deel uit van het arrondissement Rouen.

## Geografie
De oppervlakte van Reuville bedraagt 4,3 km², de bevolkingsdichtheid is 29,8 inwoners per km².
De onderstaande kaart toont de ligging van Reuville met de belangrijkste infrastructuur en aangrenzende gemeenten.

## Demografie
Onderstaande figuur toont het verloop van het inwonertal (bron: INSEE-tellingen).